# Corso di filosofia in sei ore e un quarto
Corso di filosofia in sei ore e un quarto (1971) è un'opera dello scrittore polacco Witold Gombrowicz.

## Struttura
Si tratta di un'antologia di appunti - o se si preferisce un finto manuale - di filosofia frutto delle conversazioni tenute dallo scrittore con la moglie Rita (la quale fungeva da stenografa) e l'amico Dominique de Roux. Si parte dal dubbio assoluto di Cartesio e si arriva al marxismo (che occupa il "quarto d'ora" del titolo) passando attraverso le filosofie astratte di Kant e Hegel e di quelle concrete, l'esistenzialismo di Sartre e del suo precursore Kierkegaard.
Del marxismo Gombrowicz salva alcuni concetti chiave (plusvalore, alienazione e sovrastruttura), bocciandone naturalmente i rimedi. Ma questo è una costante dell'opera: ogni sistema filosofico serve a smascherare e a demolire falsità (insegnare alla mosca come fare a uscire dalla trappola come diceva Wittgenstein). Per il resto si limitano a costruire effimere verità, rivelandosi tutt'altro che assoluti.